# Pomacentrus
Pomacentrus és un gènere de peixos de la família dels pomacèntrids i de l'ordre dels perciformes.

## Taxonomia
- Pomacentrus adelus (Allen, 1991)[1]
- Pomacentrus agassizii (Bliss, 1883)[2]
- Pomacentrus albicaudatus (Baschieri-Salvadori, 1955)[3]
- Pomacentrus albimaculus (Allen, 1975)[4]
- Pomacentrus albolineatus (Montalban, 1928)
- Pomacentrus alexanderae (Evermann & Seale, 1907)[5]
- Pomacentrus alexierae (Evermann i Seale, 1907)
- Pomacentrus alleni (Burgess, 1981)[6]
- Pomacentrus amboinensis (Bleeker, 1868)[7]
- Pomacentrus aquilus (Allen i Riall, 1980)[8]
- Pomacentrus arabicus (Allen, 1991)
- Pomacentrus armillatus (Allen, 1993)
- Pomacentrus atriaxillaris (Allen, 2002)[9]
- Pomacentrus aurifrons (Allen, 2004)[10]
- Pomacentrus auriventris (Allen, 1991)[1]
- Pomacentrus australis (Allen i Robertson, 1974)[11]
- Pomacentrus azuremaculatus (Allen, 1991)[1]
- Pomacentrus baenschi (Allen, 1991)[1]
- Pomacentrus bankanensis (Bleeker, 1853)[12]
- Pomacentrus bintanensis (Allen, 1999)
- Pomacentrus bipunctatus (Allen & Randall, 2004)[13]
- Pomacentrus brachialis (Cuvier a Cuvier i Valenciennes, 1830)
- Pomacentrus burroughi (Fowler, 1918)[14]
- Pomacentrus caeruleopunctatus (Allen, 2002)[15]
- Pomacentrus caeruleus (Quoy i Gaimard, 1825)[16]
- Pomacentrus callainus (Riall, 2002)[17]
- Pomacentrus chrysurus (Cuvier a Georges Cuvier i Valenciennes, 1830)[18]
- Pomacentrus coelestis (Jordan i Starks, 1901)[19]
- Pomacentrus colini (Allen, 1991)
- Pomacentrus cuneatus (Allen, 1991)
- Pomacentrus emarginatus (Cuvier, 1829)[20]
- Pomacentrus fuscidorsalis (Allen i Riall, 1974)
- Pomacentrus geminospilus (Allen, 1993)
- Pomacentrus grammorhynchus (Fowler, 1918)[14]
- Pomacentrus imitator (Whitley, 1964)[21]
- Pomacentrus indicus (Allen, 1991)[1]
- Pomacentrus javanicus (Allen, 1991)
- Pomacentrus komodoensis (Allen, 1999)
- Pomacentrus lepidogenys (Fowler i Bean, 1928)[22]
- Pomacentrus leptus (Allen i Riall, 1980)[23]
- Pomacentrus limosus (Allen, 1992)
- Pomacentrus littoralis (Cuvier a Cuvier i Valenciennes, 1830)
- Pomacentrus melanochir (Bleeker, 1877)[24]
- Pomacentrus microspilus (Allen & Randall, 2005)[25]
- Pomacentrus milleri (Taylor, 1964)
- Pomacentrus modestus (Castelnau, 1875)
- Pomacentrus moluccensis (Bleeker, 1853)[26]
- Pomacentrus nagasakiensis (Tanaka, 1917)[27]
- Pomacentrus nigromanus (Weber, 1913)[28]
- Pomacentrus nigromarginatus (Allen, 1973)[29]
- Pomacentrus niomatus (Jordan i Seale, 1906)
- Pomacentrus opisthostigma (Fowler, 1918)
- Pomacentrus ovoides (Cartier, 1874)
- Pomacentrus pavo (Bloch, 1787)[30]
- Pomacentrus philippinus (Evermann i Seale, 1907)[5]
- Pomacentrus pikei (Bliss, 1883)[2]
- Pomacentrus pingi (Wang, 1941)
- Pomacentrus polyspinus (Allen, 1991)
- Pomacentrus profundus (De Vis, 1885)
- Pomacentrus proteus (Allen, 1991)[1]
- Pomacentrus reidi (Fowler i Bean, 1928)[22]
- Pomacentrus rodriguesensis (Allen i Wright, 2003)[31]
- Pomacentrus saksonoi (Allen, 1995)
- Pomacentrus similis (Allen, 1991)[1]
- Pomacentrus simsiang (Bleeker, 1856)[32]
- Pomacentrus smithi (Fowler i Bean, 1928)[22]
- Pomacentrus spilotoceps (Riall, 2002)[17]
- Pomacentrus stigma (Fowler i Bean, 1928)[22]
- Pomacentrus sulfureus (Klunzinger, 1871)[33]
- Pomacentrus taeniometopon (Bleeker, 1852)[34]
- Pomacentrus trichourus (Günther a Playfair i Günther, 1867)[35]
- Pomacentrus trichrourus (Günther a Playfair i Günther, 1867)
- Pomacentrus trilineatus (Cuvier a Cuvier i Valenciennes, 1830)[18]
- Pomacentrus tripunctatus (Cuvier a Cuvier i Valenciennes, 1830)[18]
- Pomacentrus vaiuli (Jordan i Seale, 1906)[36]
- Pomacentrus venustulus (Rochebrune, 1885)
- Pomacentrus wardi (Whitley, 1927)
- Pomacentrus xanthosternus (Allen, 1991)
- Pomacentrus yoshii (Allen & Randall, 2004)[13][37][38][39][40]

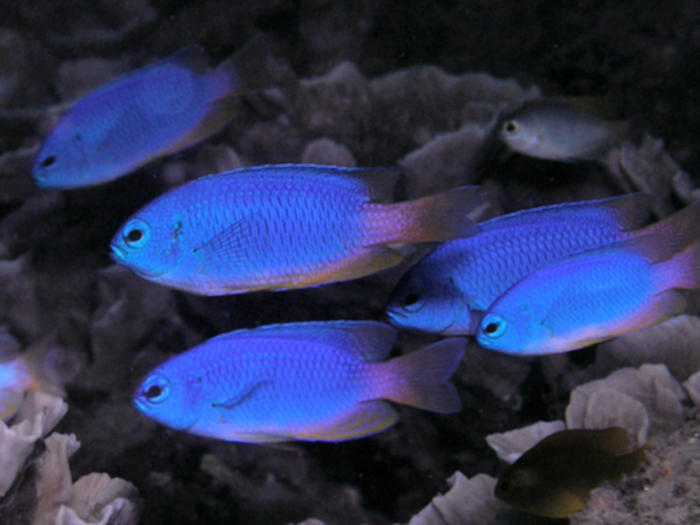
Mola de Pomacentrus coelestis fotografiada a Timor
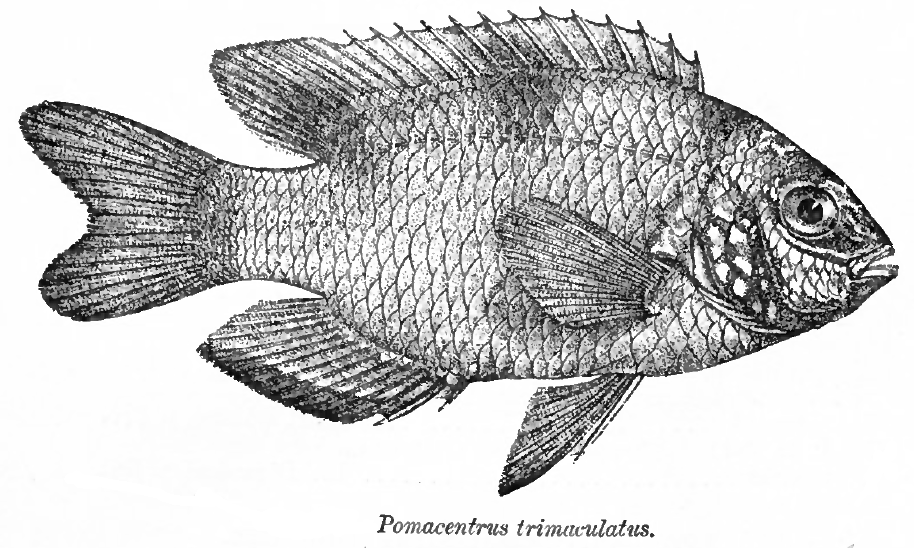
Pomacentrus trimaculatus
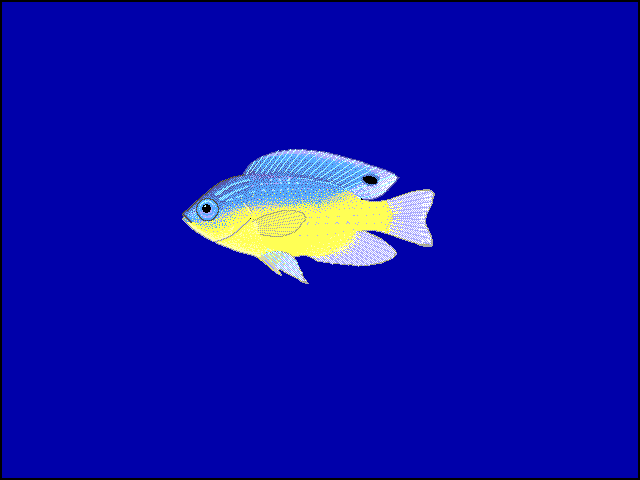
Pomacentrus milleri